# Błękitna krew
Błękitna krew – związek frazeologiczny określający przynależność do rodziny arystokratycznej. U osób tych płynąć miała krew tegoż koloru. Powiedzenie to zapewne wiązać należy z jasnym, bladym odcieniem skóry osób przynależących do warstwy arystokracji. Przy bladej, delikatnej skórze żyły są bardziej widoczne, a płynąca w nich krew w świetle dziennym przybiera faktyczne odcienie błękitu.
Określenie to kojarzone było w niektórych kręgach bardzo negatywnie. W okresie rewolucji w Rosji określenie bławatnoj – niebieski (niebieskiej krwi), stało się symbolem zepsucia i stosowano je jedynie wobec najcięższych kryminalistów.
Frazeologizm ten zyskał dużą popularność. Powstały utwory, w których wykorzystano go w samym tytule:
- Błękitna krew autorstwa Magdaleny Samozwaniec[2]
- Gołubaja krow´ (ros. Голубая кровь, dosłownie „Błękitna krew”) autorstwa Wiktorii Ugriumowej (Виктория Угрюмова) i Olega Ugriumowa (Олег Угрюмов)
- Błękitna krew autorstwa Harlana Cobena[3]